# Místní dráha Brno–Líšeň

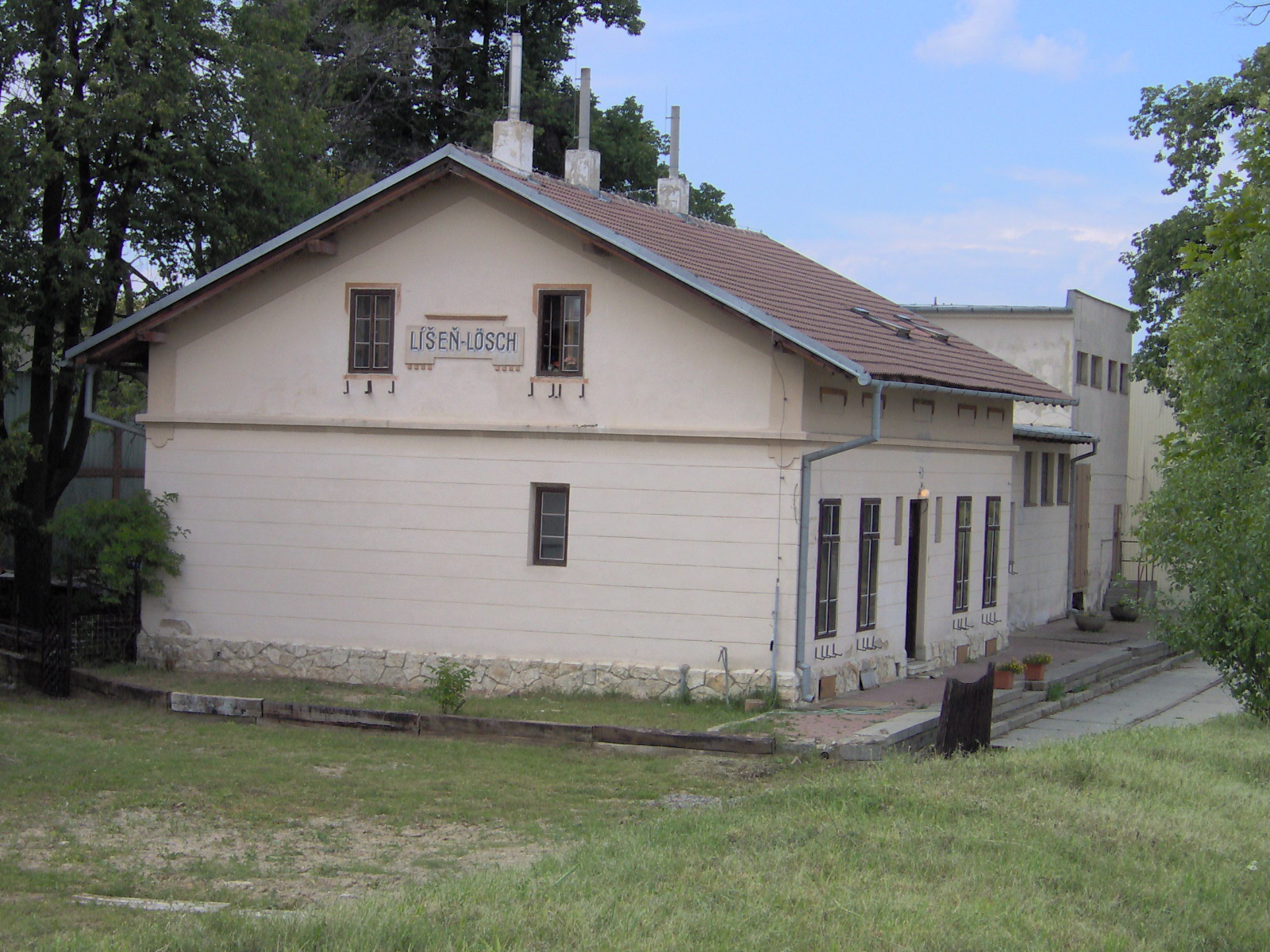
Současný stav bývalého nádraží v Líšni (nyní obytný dům)

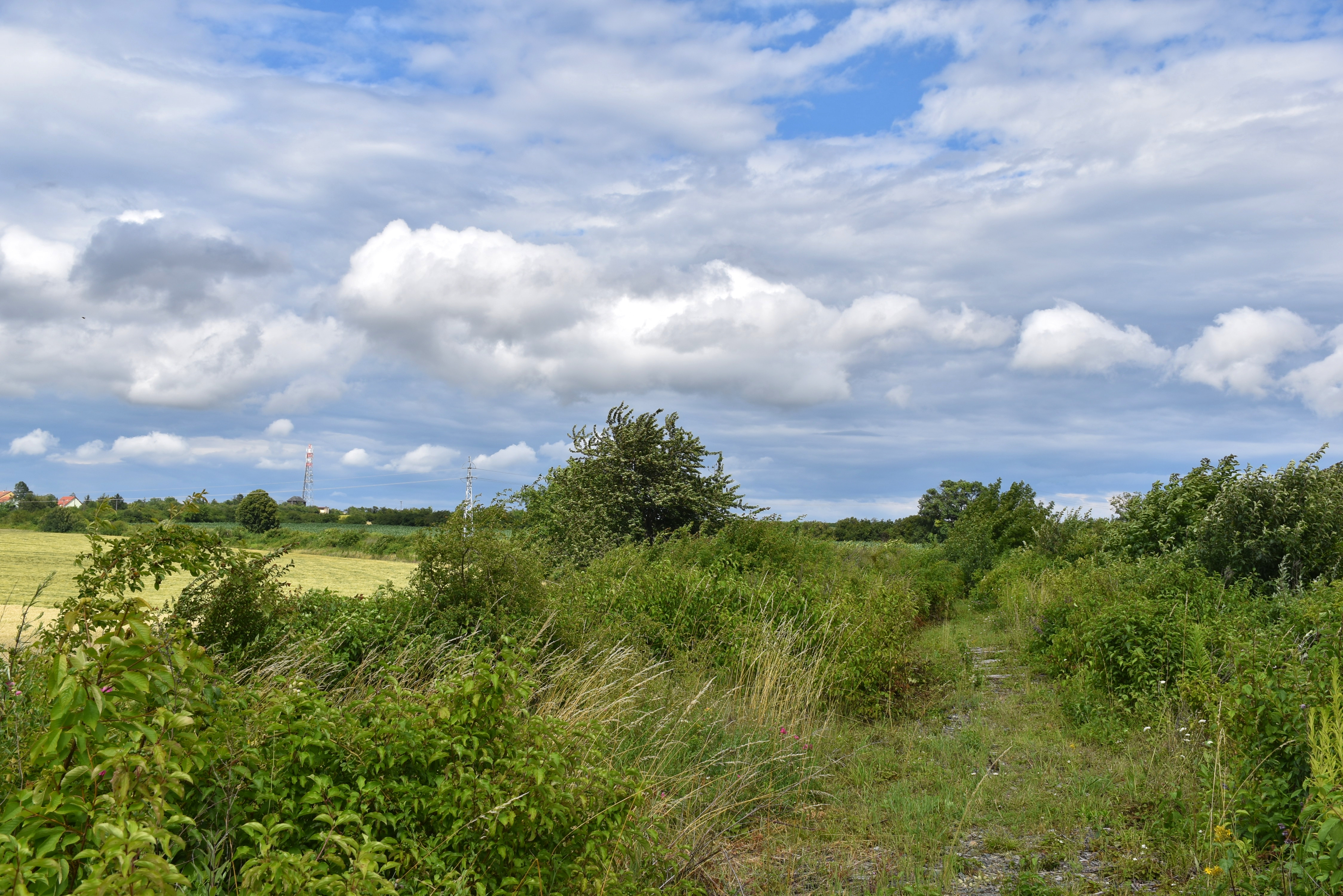
Stav tratě nedaleko Líšně v roce 2020

Místní dráha Brno–Líšeň vznikla jako železniční trať s dopravou parními lokomotivami v roce 1905. Roku 1942 však přešla do majetku provozovatele brněnských tramvají, společnosti Gesellschaft der Brünner elektrischen Strassenbahnen (Společnost brněnských elektrických pouličních drah), která ji elektrifikovala, zdvoukolejnila a napojila na brněnskou tramvajovou síť, čímž se železniční trať stala tratí tramvajovou. Provoz na úseku ze Stránské skály do Líšně byl zastaven v 60. letech 20. století, od 70. let však v prostoru bývalého nádraží v Líšni probíhala stavba muzea městské hromadné dopravy (nyní depozitář). Z centra Brna na Stránskou skálu dosud jezdí tramvajová linka, trať však byla přestavěna na rychlodráhu.

## Historie

### 1905–1943: železniční trať

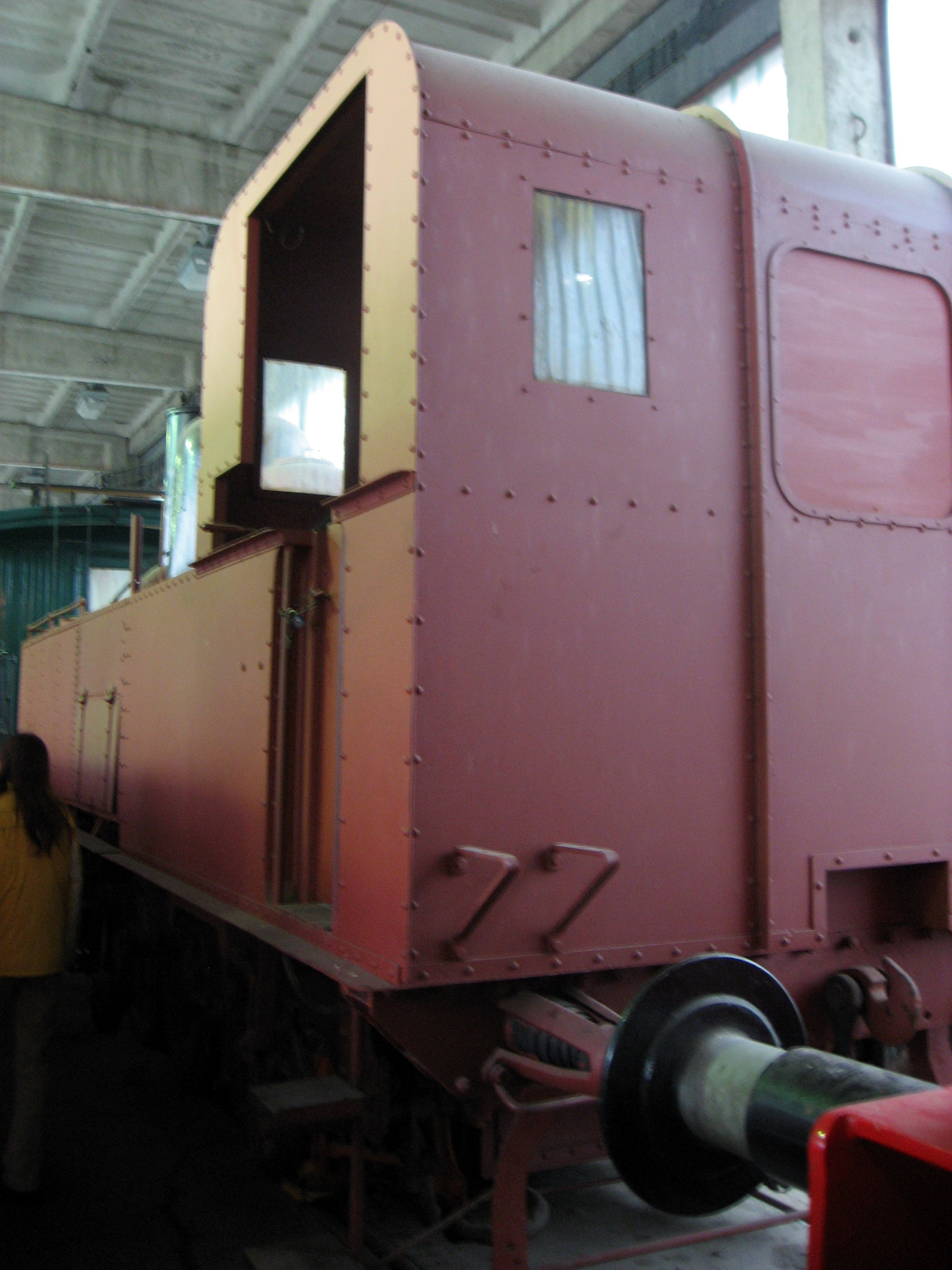
Lokomotiva Žerotín v líšeňském depozitáři Technického muzea

Železniční trať spojující tehdy dvě samostatné obce Černovice a Líšeň byla zprovozněna dne 16. července 1905. Za její výstavbou stál dr. Cyril Seifert z Brna, který také obdržel koncesi pro provoz osobní i nákladní dopravy. Jednokolejná trať, vedoucí volnou krajinou, byla dlouhá 6,7 km s výškovým rozdílem 108 m. Jednalo se o jediný provozní úsek bez mezilehlé stanice. Ve stanici Černovice byla trať napojena na vlárskou trať. Z líšeňské tratě bylo také postaveno několik vleček do okolních podniků. Provoz obstarávaly dvě parní lokomotivy pozdější řady 400.9 pojmenované Žerotín (400.901) a Šembera (400.902). K dispozici bylo celkem osm osobních a pět nákladních vozů. Jízdní doba trvala 23 minut (směrem do Líšně) nebo 16 minut (do Černovic). V pracovní dny jezdilo osm párů, převážně smíšených vlaků. Protože se dráha potýkala s finančními problémy, obdržela v roce 1908 od moravské země půjčku 700 tisíc korun.
V roce 1911 se objevil návrh na prodloužení líšeňské trati přes Obce (se stanicí) a Křtiny (se zastávkou) do Jedovnic z důvodu zvýšení turistického ruchu v Moravském krasu. Délka tohoto nového úseku měla být 21 km, největší stoupání 33 ‰ a stavební náklady měly činit 2 miliony korun. Na konci roku 1911 byla provedena revize tratě, při níž byl projekt upraven tak, aby jedovnické nádraží bylo společné s plánovanou tratí Blansko–Vyškov. Změnu také požadovaly obce v okolí Podolí, které poukazovaly na fakt, že nejbližší železniční stanice od nich je vzdálená 1,5 hodiny pěší chůze. Navrhly tzv. východní variantu z Líšně přes Podolí na Ochoz. Ke stavbě ani dalším přípravám ale již nedošlo a projekt v tichosti zapadl.
19. září 1912 přešla koncese na nově založenou akciovou společnost s názvem Společnost místní dráhy Brno – Lišeň. 
Úvahy o prodloužení do Jedovnic se za první republiky objevovaly u Společnosti brněnských elektrických pouličních drah, která přemýšlela o převzetí líšeňské dráhy, jejím napojení na tramvajovou síť, elektrifikaci a případně také jejím prodloužení jakožto tzv. „tramvaje do Moravského krasu“.
Provoz nadále pokračoval bez větších problémů až do roku 1941, kdy byla většina akcií zakoupena Spořitelnou města Brna. 3. června 1942 byla koncese předána provozovateli brněnské tramvajové sítě, Společnosti brněnských elektrických pouličních drah. Poté události dostaly rychlý spád.

### 1943–1964: tramvajová trať do Líšně

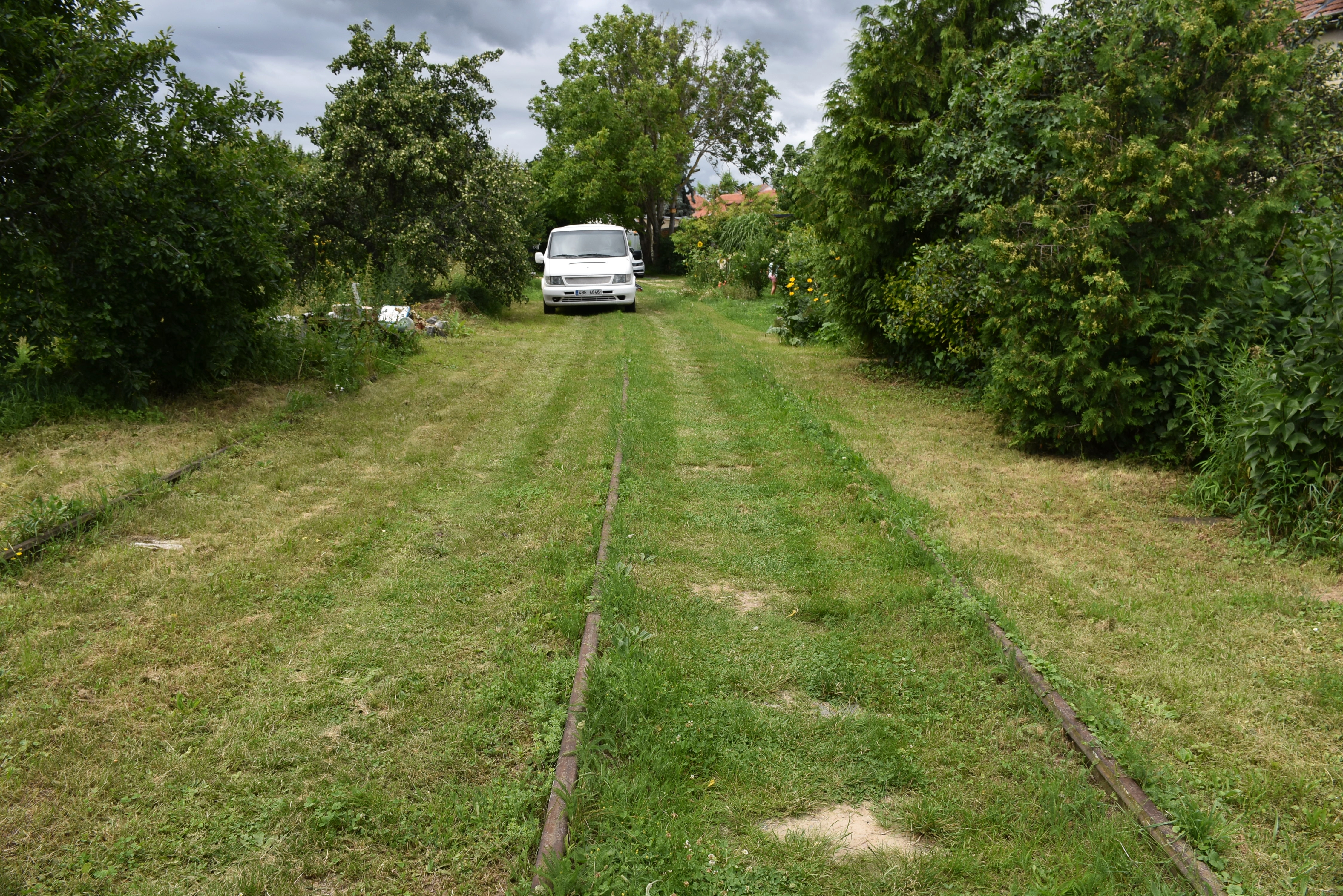
Současný stav tratě v Líšni vedle zahrad obytných domů

Líšeňská trať byla roku 1942 co nejdříve z černovického nádraží napojena jednokolejnou spojkou ulicí Olomouckou na tramvajovou trať vedoucí do Juliánova. Zároveň probíhala výstavba výhyben a začala také elektrifikace tratě. Tramvaje tak poprvé vyjely na trať do Líšně 1. ledna 1943. Jednalo se o linku L z nově vystavěné smyčky Nové sady v centru Brna, která však končila provizorně na Stránské skále (taktéž nová smyčka) u továrny na letecké motory (nyní Zetor), neboť práce na elektrifikaci na úseku do Líšně teprve probíhaly. Na celou trať vyjely tramvaje 11. listopadu téhož roku (linka L, od roku 1944 č. 10, z Nových sadů).
Ještě v roce 1945 se naposledy a nakrátko objevily návrhy na prodloužení trati do Moravského krasu, kde měl vzniknout národní park.
Pro nákladní dopravu byly nadále využívány původní lokomotivy Žerotín a Šembera, k nimž se pro posun na černovickém nádraží přidala i parní tramvajová lokomotiva Caroline z roku 1889, která jezdila po Brně již za éry parní tramvaje (nyní provozní exponát TMB). Provoz parních lokomotiv zde skončil v roce 1947, kdy končila koncese Společnosti brněnských elektrických pouličních drah pro parní provoz. Od té doby jezdily po líšeňské trati v nákladním provozu pouze elektrické lokomotivy brněnského dopravního podniku.
Provoz na trati do Líšně byl, stejně jako v celém Brně, zastaven kvůli blížícím se bojům 17. dubna 1945. Do konce téhož roku se však podařilo provoz plně obnovit. V roce 1947 byla v Líšni postavena smyčka a nová čekárna, původní čekárna byla přestavěna na měnírnu. O dva roky později byla postavena v celém úseku od černovického nádraží do Líšně druhá kolej, čímž se zvětšila propustnost tratě, která byla nutná pro manifestace v Gottwaldově údolí (dnes Mariánském). Dne 4. října 1964 byl zastaven provoz mezi Stránskou skálou a Líšní. Důvodem byl zřejmě špatný technický stav tratě a také nemožnost jejího prodloužení dále do Líšně a tedy nedostatečná obslužnost čtvrti. Linky č. 10 a 15 (nově zavedena na konci března 1964) byly od tohoto data ukončeny ve smyčce Stránská skála, obsluhu oblasti kolem líšeňského nádraží převzaly autobusy. Zrušený úsek byl odpojen od tramvajové sítě, kolejnice ale zůstaly zachovány.

### Od 1964: tramvajová trať na Stránskou skálu

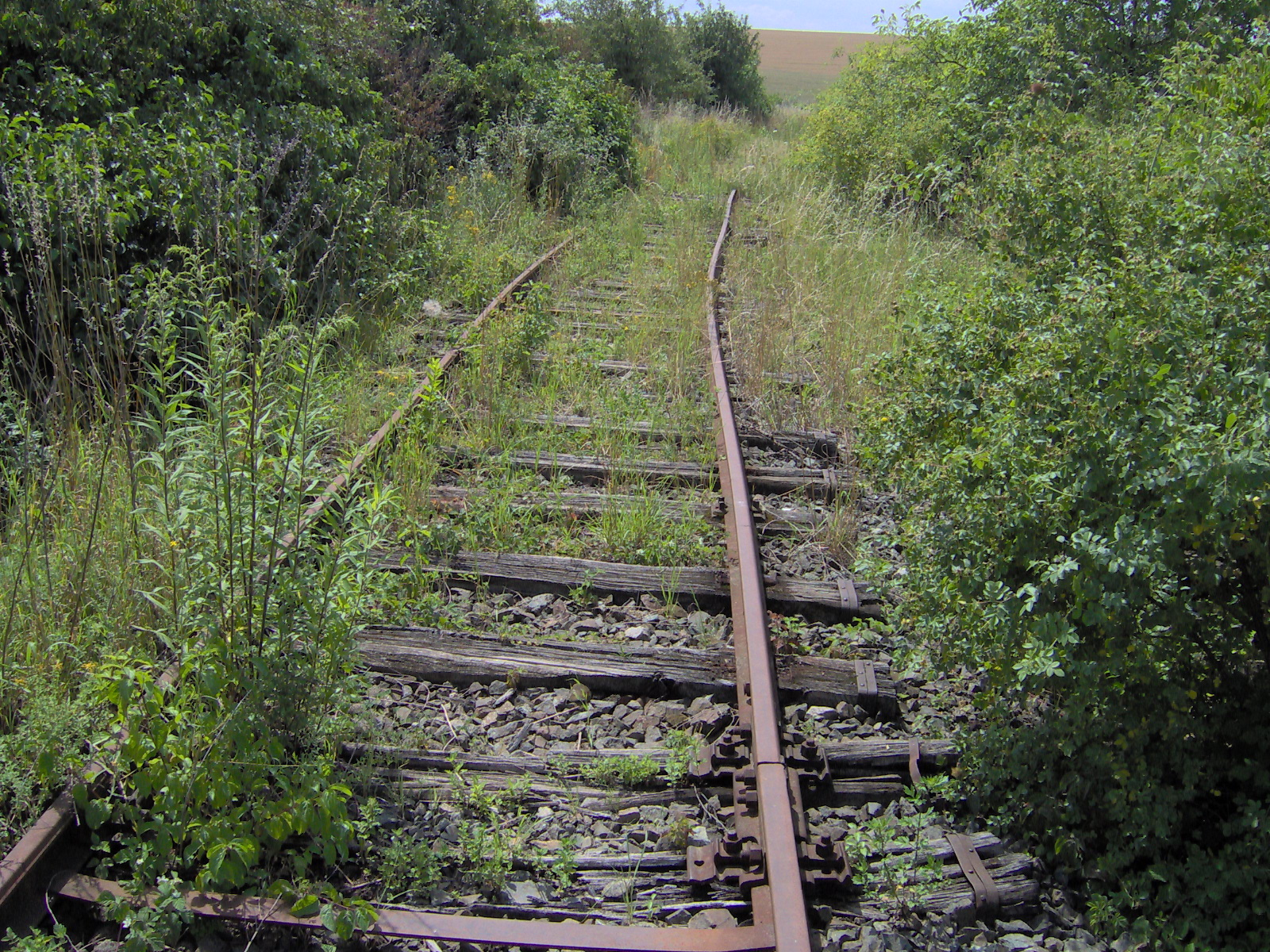
Zarostlá a poškozená trať v úseku mezi Stránskou skálou a Líšní v den 100. výročí jejího zprovoznění v roce 2005

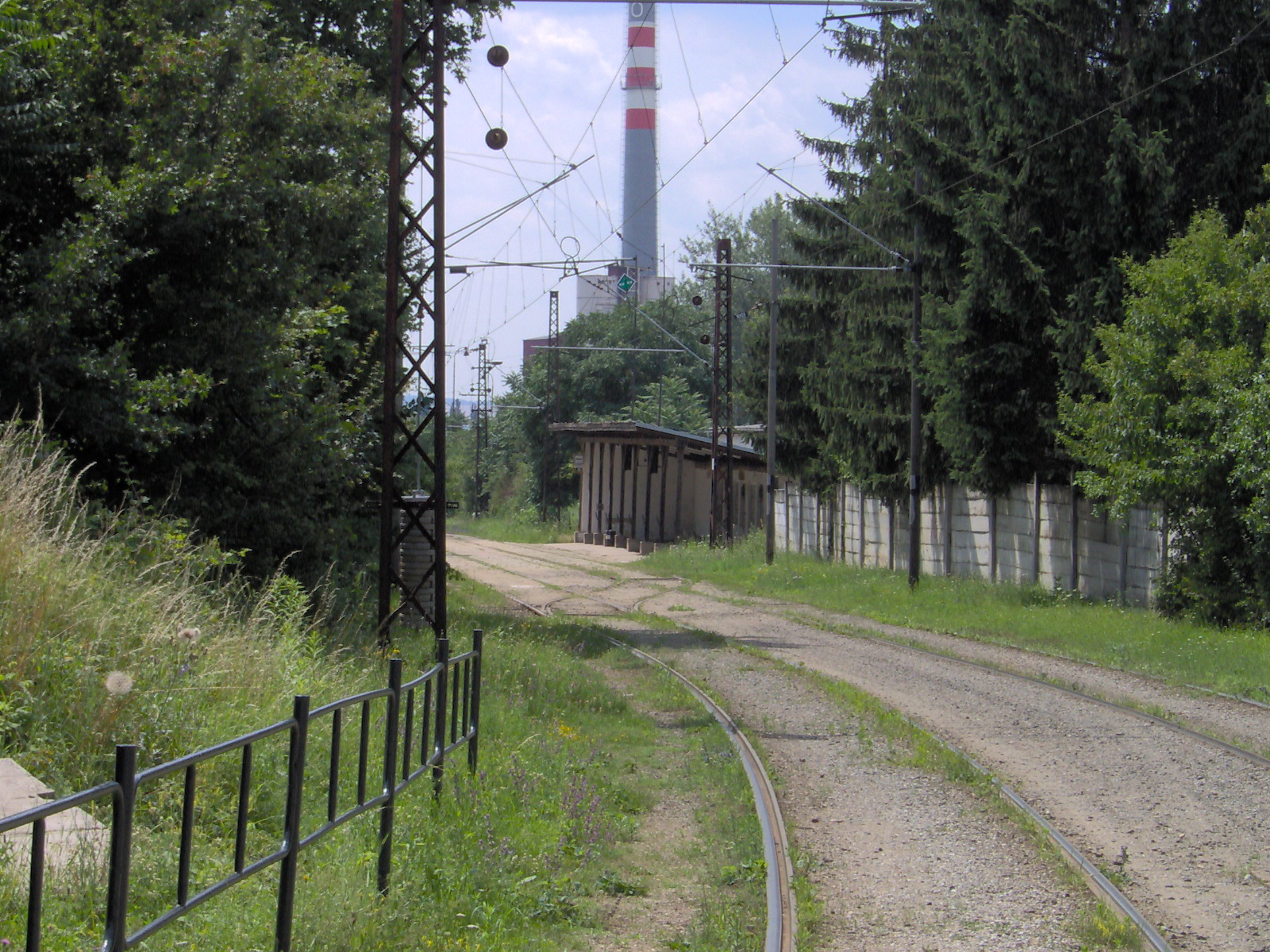
Současná konečná Stránská skála

Od roku 1964 jezdily po trati na Stránskou skálu dvě linky: č. 10 z Bystrce a č. 15 z Pisárek. Dne 31. března 1967 byl definitivně zastaven provoz nákladní dopravy v síti brněnských tramvají. Posledním úsekem obsluhovaným elektrickými nákladními lokomotivami se stala jedna z vleček, která odbočovala z líšeňské trati (odbočka v km 1,054 do podniku Izolační závody Brno, n. p., provoz Bituma). 30. června 1969 byla zrušena spojka z černovického nádraží na vlárskou trať (náhradou za toto spojení byla vystavěna spojka na křižovatce ulic Křížová a Poříčí na vlečku k výstavišti). Téhož dne byl také přerušen provoz celé tratě z Olomoucké ulice na Stránskou skálu z důvodu její přestavby na rychlodráhu. Byl to i poslední den provozu na úseku Olomoucká – černovické nádraží – Turgeněvova, neboť rychlodráha byla na tramvajovou síť napojena novou tratí o délce 725 m z Táborské ulice po Nezamyslově. K zahájení provozu na rychlodráze došlo 3. ledna 1970.
V dubnu 1971 byla dána do provozu odstavná kolej u smyčky Stránská skála, která byla do konce března 1974 napojena na dosud zachovanou pravou kolej úseku do Líšně. Na konci roku 1973 byla linka č. 15 přesunuta do jiné trasy, na Stránskou skálu tedy od té doby jezdily pouze vlaky linky č. 10 z Bystrce. Na konci 70. let 20. století došlo v úseku Stránská skála – Líšeň k demontáži trolejového vedení a dřevěných sloupů, důvodem byl jejich špatný stav. Na jaře 1983 byla část tratě v úseku Turgeněvova – most vlečky k Zetoru přeložena kvůli výstavbě Ostravské radiály (ulice Ostravská) do jiné polohy. V červnu 1986 došlo k přetrasování některých tramvajových linek, nově byla na Stránskou skálu zavedena linka č. 20 (z Nových sadů, resp. z Bystrce). Původní linka č. 10 zamířila do líšeňského sídliště po nové trati, která se z trati na Stránskou skálu odpojovala. Při poslední úpravě linkového vedení v roce 1995 byla na Stránskou skálu navrácena linka č. 10 ve své „standardní trase“ z Nových sadů.
Do budoucna počítá DPMB s kompletní obnovou úseku Stránská skála – Líšeň a prodloužením pravidelné linky, neboť v okolí areálu expozice MHD v bývalém líšeňském nádraží probíhá rozsáhlá výstavba obytných domů. V roce 2019 bylo ukončení realizace plánováno na rok 2023. Podle údajů ze září 2021 v roce 2025.

## Expozice městské hromadné dopravy v Líšni

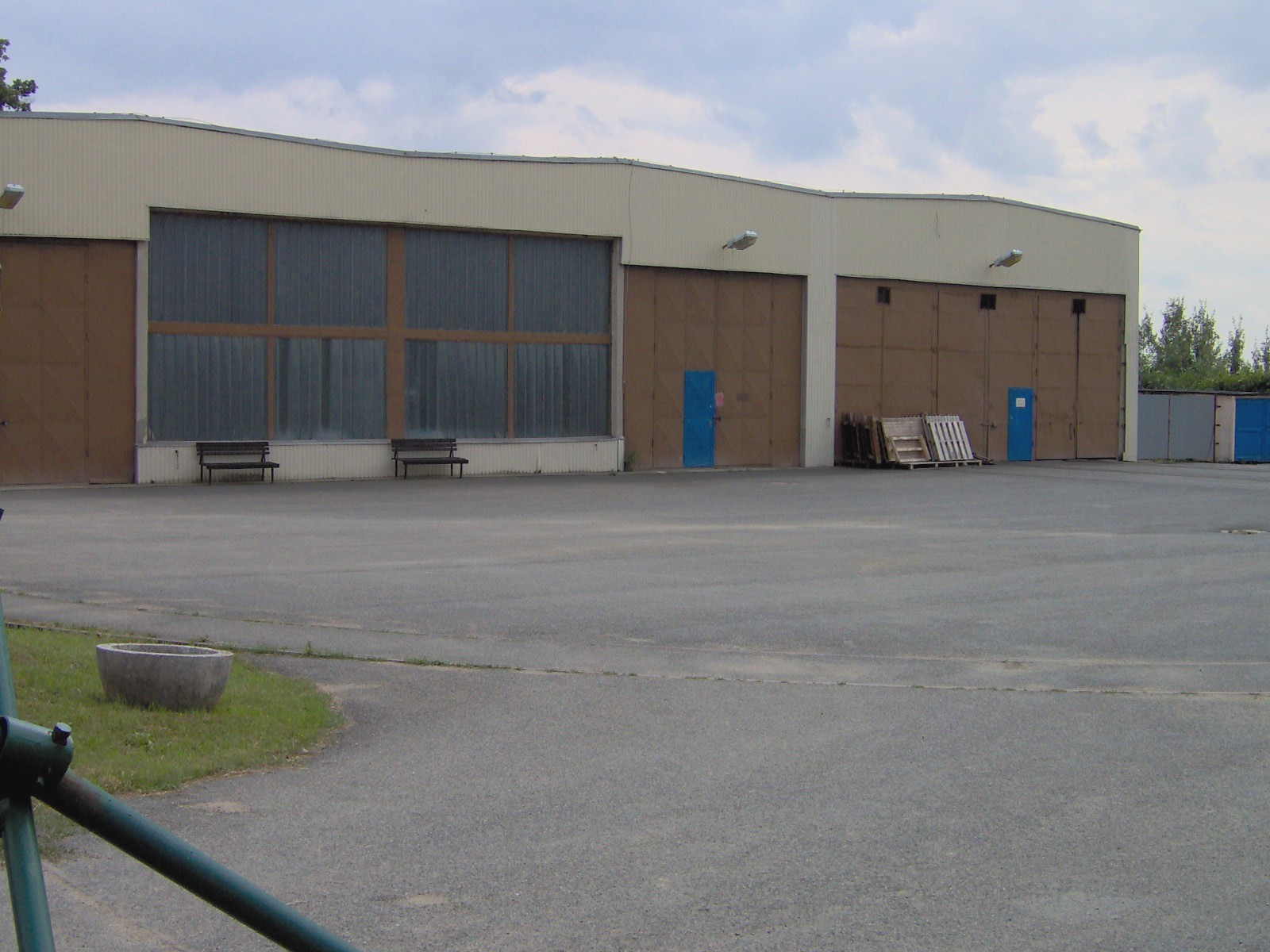
Haly depozitáře MHD v areálu líšeňského nádraží

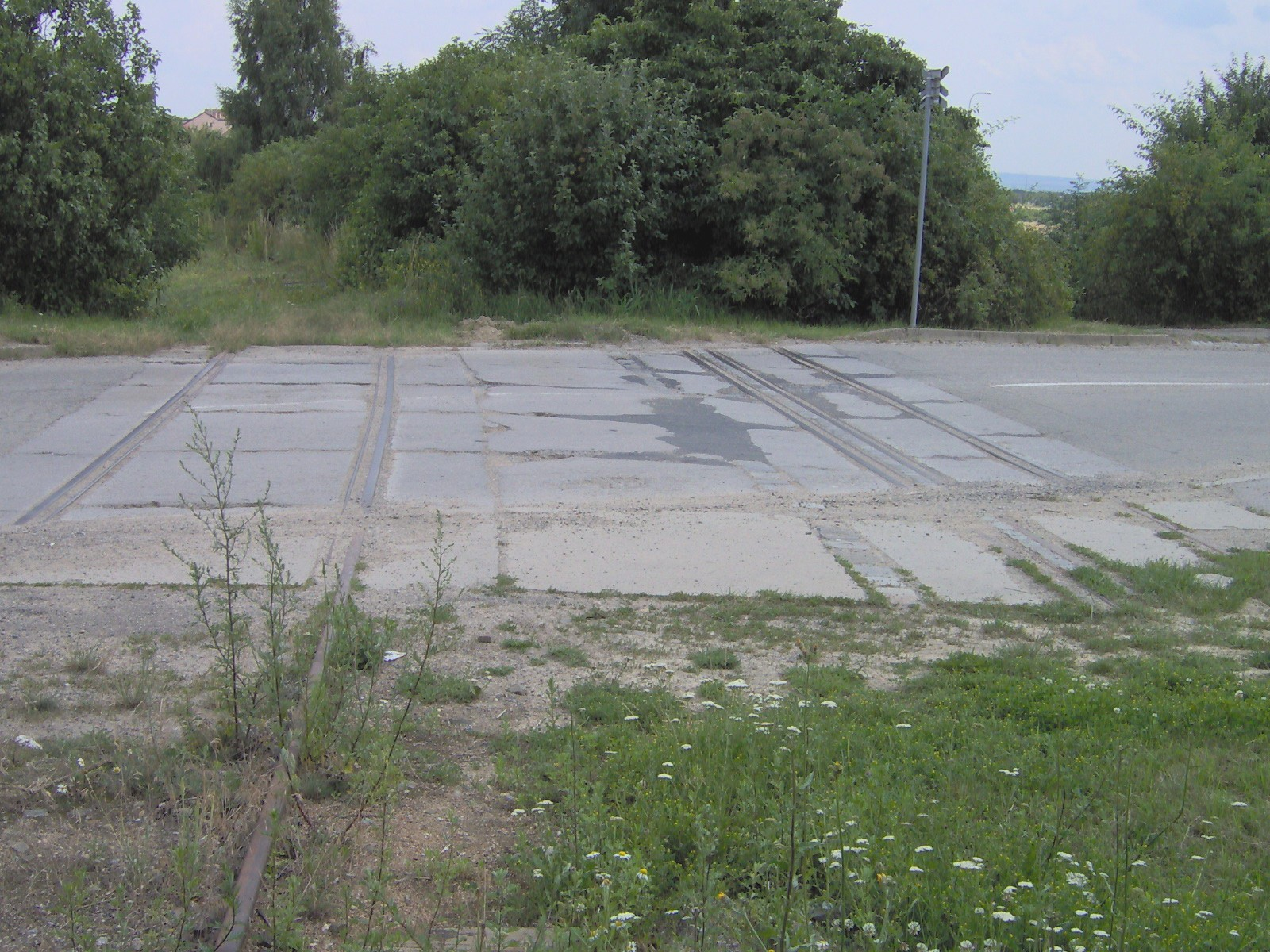
Jeden ze dvou silničních přejezdů, na kterém byla v rámci rekonstrukce silnice přestavěna jedna kolej na splítku 1000 / 760 mm

V areálu původního líšeňského nádraží byly ve druhé polovině 70. let 20. století vybudovány haly depozitáře Technického muzea v Brně (TMB), které zde umístilo svoji, od roku 1971 vznikající sbírku vozidel MHD. Byly sem umístěny jak tramvaje, tak i silniční vozidla – trolejbusy a autobusy, přičemž část vozů byla do konce 70. let 20. století umístěna v trolejbusové vozovně v Husovicích. TMB rovněž v roce 1973 převzalo nevyužívanou trať Stránská skála – Líšeň, která byla v plánech TMB označena za trať předváděcí s tím, že jedna kolej bude normálního rozchodu (1435 mm) a druhá bude splítková s rozchody 1000 mm a 760 mm. Koleje o různých rozchodech se ale podařilo vybudovat pouze v areálu a v muzejních halách, k rekonstrukce tratě nikdy nedošlo (s výjimkou dvou silničních přejezdů v Líšni, kdy levá kolej směrem na Stránskou skálu obdržela již plánovanou splítku 1000 / 760 mm). Mezi exponáty vystavené v líšeňském areálu patří i parní lokomotiva Žerotín (400.901), dva osobní vozy 3. třídy a jeden vůz 3. třídy se zavazadlovým oddílem z dráhy Brno – Líšeň.
Autobusy a trolejbusy opustily líšeňský areál v roce 2004, neboť byly přesunuty do nově zakoupeného areálu kasáren v Brně-Řečkovicích a na jejich místo v Líšni byly umístěny přístroje na vysoušení tiskovin.
Trať ze Stránské skály do Líšně byla mezi roky 1995 a 2016 kulturní památkou. Od roku 2002 je však nesjízdná (podemleté úseky, ukradené kolejnice), takže tramvaje nemohou po kolejích vyjet do města; tam se dostanou pouze na silničním trajleru. Prakticky na celém úseku mezi Stránskou skálou a prvním přejezdem v Líšni jsou kolejnice rozebrány zloději kovu.